# Yoshinori Suzuki
Yoshinori Suzuki (jap. 鈴木 義宜, Suzuki Yoshinori; * 11. September 1992 in Miyazaki, Präfektur Miyazaki) ist ein japanischer Fußballspieler. 

## Karriere
Yoshinori Suzuki erlernte das Fußballspielen in der Universitätsmannschaft der Miyazaki Sangyo-keiei University in Miyazaki. Von Februar 2014 bis Saisonende wurde er von der Universität an den Zweitligisten Ōita Trinita ausgeliehen. Nach Ende der Ausleihe wurde er 2015 fest verpflichtet. Der Verein aus Ōita, einer Hafenstadt in der Präfektur Ōita, spielte in der zweithöchsten Liga des Landes, der J2 League. Ende 2015 musste er mit dem Club den Weg in die Drittklassigkeit antreten. 2016 wurde er mit Ōita Meister der J3 League und stieg direkt wieder in die zweite Liga auf. Die Saison 2018 schloss der Verein als Vizemeister ab und stieg somit in die erste Liga auf. Nach insgesamt 191 Spielen für Ōita wechselte er im Januar 2021 zum Ligakonkurrenten Shimizu S-Pulse. Am Ende der Saison 2022 musste er mit dem Verein als Tabellenvorletzter in die zweite Liga absteigen. Nach drei Spielzeiten, in denen er 97 Ligaspiele für Shimizu bestritt, wechselte er im Januar 2024 nach Kyōto zum Erstligisten Kyōto Sanga.

## Erfolge
Ōita Trinita
- Japanischer Drittligameister: 2016  ▲
- Japanischer Zweitligavizemeister: 2018  ▲